# Ascanio Colonna (cardinale)
Ascanio Colonna (Marino, 27 aprile 1560 – Palestrina, 17 maggio 1608) è stato un cardinale e vescovo cattolico italiano.

## Biografia
Nacque da Marcantonio Colonna, duca di Paliano e di Tagliacozzo e da Felicia Orsini. Era cugino di Antonio Caetani (1566-1624) anch'egli futuro cardinale. Studiò latino e greco e frequentò le università di Salamanca e di Alcalá, dove ottenne il titolo di maestro in filosofia e teologia e la laurea in utroque iure. Fu creato cardinale nel concistoro del 16 novembre 1586 da papa Sisto V e il 25 febbraio 1587 ricevette la diaconia dei Santi Vito e Modesto. Il 5 dicembre 1588 optò per la diaconia di San Nicola in Carcere a Roma. Nel 1589, il teologo e giurista napoletano Alfonso Villagut gli dedicò il suo celebre Tractatus de usuris. Il cardinale Colonna optò per la diaconia di Santa Maria in Cosmedin il 14 gennaio 1591. 
Partecipò ai conclave del 1590, del 1591 e 1592.
Nel 1592 divenne Protobibliotecario della Biblioteca apostolica vaticana e nel Palazzo di famiglia a Roma formò una biblioteca di più di 7.000 volumi che, accresciuta dalla universitas librorum del Sirleto, nel 1740 confluirà nella Biblioteca vaticana. 
Nel 1594 divenne gran priore di Venezia dell'Ordine gerosolimitano degli ospitalieri. 
L'8 novembre 1599 optò per l'ordine dei cardinali presbiteri ed ebbe il titolo di Santa Pudenziana. Nel 1600 fu inviato in Spagna e nel 1602 a Saragozza venne nominato Viceré d'Aragona da Filippo III. Mantenne questa carica fino al 1605. In questo soggiorno in Spagna lo accompagnò come segretario, per breve tempo, il letterato Alessandro Tassoni.
Il 30 gennaio 1606 optò per il titolo cardinalizio di Santa Croce in Gerusalemme. Il 5 giugno 1606 optò per l'ordine dei cardinali vescovi ed ebbe la sede suburbicaria di Palestrina. Fu consacrato vescovo l'11 giugno dello stesso anno da papa Paolo V. Fu amico di san Giuseppe Calasanzio. 
Morì a Palestrina e fu sepolto nella Cappella di famiglia nella Basilica del Laterano a Roma.

## Genealogia episcopale
La genealogia episcopale è:
- Cardinale Guillaume d'Estouteville, O.S.B.Clun.
- Papa Sisto IV
- Papa Giulio II
- Cardinale Raffaele Riario
- Papa Leone X
- Papa Paolo III
- Cardinale Francesco Pisani
- Cardinale Alfonso Gesualdo
- Papa Clemente VIII
- Papa Paolo V
- Cardinale Ascanio Colonna

## Ascendenza
|                                               |                                               |                                                    | Genitori                                                |  |  | Nonni |  |  | Bisnonni                              |  |  | Trisnonni                        |  |
|                                               |                                               |                                                    |                                                         |  |  |       |  |  | Fabrizio I Colonna, I duca di Paliano |  |  | Odoardo Colonna, conte dei Marsi |  |
|                                               |                                               |                                                    |                                                         |  |  |       |  |  | Fabrizio I Colonna, I duca di Paliano |  |  | Odoardo Colonna, conte dei Marsi |  |
|                                               |                                               | Filippa Conti                                      |                                                         |  |  |       |  |  | Fabrizio I Colonna, I duca di Paliano |  |  |                                  |  |
| Ascanio I Colonna, II duca di Paliano         |                                               |                                                    |                                                         |  |  |       |  |  | Fabrizio I Colonna, I duca di Paliano |  |  |                                  |  |
|                                               |                                               | Agnese di Montefeltro                              | Federico da Montefeltro, I duca d'Urbino                |  |  |       |  |  |                                       |  |  |                                  |  |
|                                               |                                               | Agnese di Montefeltro                              | Federico da Montefeltro, I duca d'Urbino                |  |  |       |  |  |                                       |  |  |                                  |  |
|                                               |                                               | Agnese di Montefeltro                              | Battista Sforza                                         |  |  |       |  |  |                                       |  |  |                                  |  |
| Marcantonio II Colonna, I principe di Paliano |                                               | Agnese di Montefeltro                              |                                                         |  |  |       |  |  |                                       |  |  |                                  |  |
|                                               |                                               | Ferdinando d'Aragona, I duca di Montalto           | Ferdinando I, XI re di Napoli                           |  |  |       |  |  |                                       |  |  |                                  |  |
|                                               |                                               | Ferdinando d'Aragona, I duca di Montalto           | Ferdinando I, XI re di Napoli                           |  |  |       |  |  |                                       |  |  |                                  |  |
|                                               |                                               | Ferdinando d'Aragona, I duca di Montalto           | …                                                       |  |  |       |  |  |                                       |  |  |                                  |  |
| Giovanna d'Aragona                            |                                               | Ferdinando d'Aragona, I duca di Montalto           |                                                         |  |  |       |  |  |                                       |  |  |                                  |  |
|                                               |                                               | Catalina Castellana de Cardona i de Requesens      | Ramon Folc III de Cardona i de Requesens, duca di Somma |  |  |       |  |  |                                       |  |  |                                  |  |
|                                               |                                               | Catalina Castellana de Cardona i de Requesens      | Ramon Folc III de Cardona i de Requesens, duca di Somma |  |  |       |  |  |                                       |  |  |                                  |  |
|                                               |                                               | Catalina Castellana de Cardona i de Requesens      | Isabel de Requesens i Enríquez, contessa di Palamós     |  |  |       |  |  |                                       |  |  |                                  |  |
| Ascanio Colonna                               |                                               | Catalina Castellana de Cardona i de Requesens      |                                                         |  |  |       |  |  |                                       |  |  |                                  |  |
|                                               | Gian Giordano Orsini, IX conte di Tagliacozzo | Gentile Virginio Orsini, VIII conte di Tagliacozzo |                                                         |  |  |       |  |  |                                       |  |  |                                  |  |
|                                               | Gian Giordano Orsini, IX conte di Tagliacozzo | Gentile Virginio Orsini, VIII conte di Tagliacozzo |                                                         |  |  |       |  |  |                                       |  |  |                                  |  |
|                                               | Gian Giordano Orsini, IX conte di Tagliacozzo | Isabella Orsini di Salerno                         |                                                         |  |  |       |  |  |                                       |  |  |                                  |  |
| Girolamo Orsini, V signore di Bracciano       | Gian Giordano Orsini, IX conte di Tagliacozzo |                                                    |                                                         |  |  |       |  |  |                                       |  |  |                                  |  |
|                                               |                                               | Felice della Rovere                                | Papa Giulio II (Giuliano della Rovere)                  |  |  |       |  |  |                                       |  |  |                                  |  |
|                                               |                                               | Felice della Rovere                                | Papa Giulio II (Giuliano della Rovere)                  |  |  |       |  |  |                                       |  |  |                                  |  |
|                                               |                                               | Felice della Rovere                                | Lucrezia Normanni                                       |  |  |       |  |  |                                       |  |  |                                  |  |
| Felicia Orsini                                |                                               | Felice della Rovere                                |                                                         |  |  |       |  |  |                                       |  |  |                                  |  |
|                                               |                                               | Bosio II Sforza, XI conte di Santa Fiora           | Federico I Sforza, X conte di Santa Fiora               |  |  |       |  |  |                                       |  |  |                                  |  |
|                                               |                                               | Bosio II Sforza, XI conte di Santa Fiora           | Federico I Sforza, X conte di Santa Fiora               |  |  |       |  |  |                                       |  |  |                                  |  |
|                                               |                                               | Bosio II Sforza, XI conte di Santa Fiora           | Bartolomea Orsini di Pitigliano                         |  |  |       |  |  |                                       |  |  |                                  |  |
| Francesca Sforza di Santa Fiora               |                                               | Bosio II Sforza, XI conte di Santa Fiora           |                                                         |  |  |       |  |  |                                       |  |  |                                  |  |
|                                               |                                               | Costanza Farnese                                   | Papa Paolo III (Alessandro Farnese)                     |  |  |       |  |  |                                       |  |  |                                  |  |
|                                               |                                               | Costanza Farnese                                   | Papa Paolo III (Alessandro Farnese)                     |  |  |       |  |  |                                       |  |  |                                  |  |
|                                               |                                               | Costanza Farnese                                   | Silvia Ruffini                                          |  |  |       |  |  |                                       |  |  |                                  |  |
|                                               |                                               | Costanza Farnese                                   |                                                         |  |  |       |  |  |                                       |  |  |                                  |  |